# Ephydatia chilensis
Ephydatia chilensis är en svampdjursart som beskrevs av Pisera och Sáez 2003. Ephydatia chilensis ingår i släktet Ephydatia och familjen Spongillidae. Inga underarter finns listade i Catalogue of Life.